# Джон Ф. Геннессі
Джон Ф. Геннессі (англ. John F. Hennessey; 27 жовтня 1900 — 18 серпня 1981) — колишній американський тенісист.
Найвищу одиночну позицію світового рейтингу — 8 місце досяг 1927 року (за даними А. Волліса Маєрса).
Здобув 6 одиночних титулів.
Перемагав на турнірах Великого шолома в парному розряді.
Завершив кар'єру 1934 року.

## Фінали турнірів Великого шолома

### Парний розряд (1–1)
| Результат | Рік  | Турнір               | Покриття | Партнер       | Суперники                    | Рахунок                  |
| --------- | ---- | -------------------- | -------- | ------------- | ---------------------------- | ------------------------ |
| Поразка   | 1925 | Вімблдонський турнір | Трава    | Реймонд Кейсі | Жан Боротра Рене Лакост      | 4–6, 9–11, 6–4, 6–1, 3–6 |
| Перемога  | 1928 | Чемпіонат США        | Трава    | Джордж Лот    | Джералд Паттерсон Джек Говкс | 6–1, 6–2, 6–1            |